# پسران نیوجرسی (فیلم ۲۰۱۴)
پسران نیوجرسی (به انگلیسی: Jersey Boys) فیلمی موزیکال و درام به کارگردانی کلینت ایستوود است. از ستارگان این فیلم می‌توان به
کریستوفر واکن و جان لوید یانگ اشاره کرد. این فیلم ۲۰ ژوئیه ۲۰۱۴ در ایالات متحده آمریکا به نمایش گذاشته شده است

## خلاصه داستان
این فیلم داستان چهار پسر جوان است که سعی در شهرت گروه موسیقی خود در ایالت نیوجرسی هستند.